# Waldstädte
Die vier Waldstädte am Hochrhein sind die Landstädte
- Rheinfelden im Aargau (sowie der vor 1800 nicht bebaute Kern von Rheinfelden in Baden),
- Säckingen,
- Laufenburg im Aargau und Laufenburg in Baden und
- Waldshut mit dem Sitz des Waldvogteiamts

Die Bezeichnung stammt aus der Zeit, als sich Vorderösterreich unter den Habsburgern über den Südschwarzwald bis in den Sund- und Breisgau erstreckte und die vier Städte aus Sicht des Stammlandes den Übergang zum Wald bildeten. Hauptsitz der habsburgischen Vorlande war Ensisheim nahe Mülhausen.

## Geschichte
Durch die Verleihung der Schirmvogtei über das Kloster Säckingen 1173 durch Friedrich I. Barbarossa an Albrecht III. von Habsburg begann die Verbindung der Waldstädte mit den Habsburgern, denen dabei auch die beiden Burgen Ofterdingen und Laufenburg in Laufenburg zufielen. Die Habsburger gründeten Waldshut (erstmals 1256 erwähnt). Die Herrschaft Rheinfelden und die Stadt Rheinfelden sowie ein Teil des Fricktals kam 1330 durch Verpfändung an Habsburg und wurde 1449 durch Friedrich III. der Herrschaft Waldstädte angeschlossen. Das Ende der Waldstädte kam mit dem Ende von Vorderösterreich. Die Schweiz erhielt 1802 die links des Rheins liegenden Teile der Waldstädte.